# 茅瓒
茅瓚（1509年—1566年）
，字邦獻，號見滄，浙江錢塘（今杭州市）人，明朝政治人物、狀元。

## 生平
嘉靖十六年（1537年），毛瓉中式丁酉科浙江鄉試舉人，嘉靖十七年（1538年）聯登戊戌科一甲第一名進士（狀元）。傳說本科原取陸師道後改袁煒，但因明世宗突然改變心意，臨時改取茅瓚。授翰林院修撰，歷南京國子監祭酒，嘉靖三十五年（1556年）回京任礼部左侍郎，不久加太子宾客，兼翰林学士，累官至吏部左侍郎。时严嵩当政，吏治腐败，自度无力抗拒，遂萌生退意。嘉靖四十年（1561年）回乡养病。嘉靖四十五年（1566年）卒。

## 著作
著有《見滄先生文集》十五卷（門人趙應元編）、《密勿論》一卷。

## 軼事
茅瓚曾读书于宝觉寺，並借住在山頂上的一間舊屋裡。到了夜晚，雷雨大作，舊屋附近的地基因不堪大雨沖刷而崩塌。次日早晨起來一看，發現屋子的右邊已崩落了數十丈深，惟獨只有自己的居所安然無事，並在不遠處的岩石上發現刻有宋理宗所書的見滄二字，遂以見滄為號。

## 家族
曾祖茅仕安。祖茅茂。父茅麟，听选官。母张氏，继娶茹氏。具庆下。弟茅珤、茅珂。